# Без названия (альбом)
Без названия — пятый студийный альбом российского рок-музыканта Николая Носкова, выпущенный в 2012 году. На диске представлено 6 композиций. Лицензионная версия альбома продавалась только на его концертах.

## Об альбоме
Первоначально Николай хотел записать альбом в Великобритании, но из-за визового режима связанный с событиями на Олимпиаде, решил найти студию в другой стране, Николай записывал альбом в студии известного платинового продюсера Хорста Шнебеля, который работал с такими звездами как Bad Boys Blue и Ксавьер Найду. Песня «Мёд» является песней-ностальгией о его поездке на Ямайку и путешествий на поезде по России, в записи принимали участие два участника группы De-Phazz. Песня «Исповедь» перезаписана. Песня «Ночь» (Давид Тухманов — Владимир Маяковский), которая в советское время была запрещена, вернулась в репертуар артиста, впервые записана им. Песни «Я был один» и «Озёра» были написаны на стихи Николая Гумилёва

## Список композиций
Вся музыка написана Николаем Носковым (кроме 3, Давид Тухманов).
| №  | Название       | Текст песни                     | Музыка         | Длительность |
| -- | -------------- | ------------------------------- | -------------- | ------------ |
| 1. | «Без названия» | Олег Гегельский, Сергей Есенин  |                | 4:09         |
| 2. | «Озёра»        | Николай Гумилёв                 |                | 5:09         |
| 3. | «Ночь»         | Владимир Маяковский             | Давид Тухманов | 4:41         |
| 4. | «Я был один»   | Николай Гумилёв                 |                | 4:06         |
| 5. | «Исповедь»     | Денис Коротаев                  |                | 4:24         |
| 6. | «Мёд»          | Николай Носков, Олег Гегельский |                | 4:16         |

## Участники записи
- Александр Рамус — акустическая гитара
- Николай Суровцев — клавишные
- Оли Руби — барабаны (De-Phazz)
- Бернд Уиндиш — гитара (De-Phazz)
- Квартет «Магнетик фэнтези»: Эльвира Сабанова, Анастасия Чаплинская, Михаил Щербак, Марк Фридман
- Саунд-продюсер: Studio 17 (Германия)
- Звукорежиссёр: Владимир Овчинников (студия «Мосфильм», Россия)
- Мастеринг: студия WISSELOORD, Голландия — Дарси Пропер; студия Studio 17, Германия — Хорст Шнебель